# Список объектов всемирного наследия ЮНЕСКО в Грузии
В списке Всеми́рного насле́дия ЮНЕ́СКО в Гру́зии значатся 4 наименования (на 2021 год), это составляет 0,2 % от общего числа (1248 на 2025 год). Все объекты включены в список по культурным критериям. Кроме этого, по состоянию на 2023 год, 14 объектов на территории Грузии находятся в числе кандидатов на включение в список всемирного наследия. Грузия ратифицировала Конвенцию об охране всемирного культурного и природного наследия 4 ноября 1992 года. Первые объекты, находящиеся на территории Грузии были занесены в список в 1994 году на 18-й сессии Комитета всемирного наследия ЮНЕСКО. 
«Храм Баграта и Гелатский монастырь» с 2010 года находится в списке Всемирного наследия, находящегося под угрозой, а «Исторические памятники Мцхеты» в 2009 — 2016 гг. находились в этом списке.

## Список
В данной таблице объекты расположены в хронологическом порядке их добавления в список всемирного наследия ЮНЕСКО.
| # | Изображение | Название | Местоположение                                   | Время создания | Год внесения в список | №    | Критерии |
| - | ----------- | --- | ------------------------------------------------ | -------------- | --------------------- | ---- | -------- |
| 1 |             | Исторические памятники Мцхеты (груз. მცხეთის ისტორიული მონუმენტები) * Собор Светицховели * Храм Джвари * Монастырь Самтавро | Край: Мцхета-Мтианети                            | VI и XI века   | 1994                  | 708  | iii, iv  |
| 2 |             | Гелатский монастырь (груз. გელათის მონასტერი)                                                                               | Город: Кутаиси Край: Имеретия                    | XI—XII века    | 1994                  | 710  | iv       |
| 3 |             | Верхняя Сванетия (груз. ზემო სვანეთი)                                                                                       | Край: Самегрело-Верхняя Сванетия                 | С XII века     | 1996                  | 709  | iv, v    |
| 4 |             | Колхидские тропические леса и водно-болотные угодья (груз. კოლხეთის ეკოსისტემა)                                             | Края: Гурия, Самегрело-Верхняя Сванетия, Аджария | —              | 2007                  | 5223 | viii, x  |

## Предварительный список
В таблице объекты расположены в порядке их добавления в предварительный список. В данном списке указаны объекты, предложенные правительством Грузии в качестве кандидатов на занесение в список всемирного наследия.
| #  | Изображение | Название                                                        | Местоположение                                                   | Время создания            | Год внесения в список | №    | Критерии                      |
| -- | ----------- | --------------------------------------------------------------- | ---------------------------------------------------------------- | ------------------------- | --------------------- | ---- | ----------------------------- |
| 1  |             | Кафедральный собор Алаверди (груз. ალავერდი)                    | Город: Ахмета Край: Кахетия                                      | XI век                    | 2007                  | 5221 | iv, vi                        |
| 2  |             | Ананури (груз. ანანურის ციხე)                                   | Ближайший город: Тбилиси Край: Мцхета-Мтианети                   | XVI—XVIII века            | 2007                  | 5222 | iii                           |
| 4  |             | Давидо-Гареджийский монастырский комплекс (груз. დავითგარეჯა)   | Ближайший город: Тбилиси Край: Кахетия                           | VI век                    | 2007                  | 5224 | i, ii, iii, iv, v, vi, vii, x |
| 5  |             | Места раскопок «Человека грузинского» в Дманиси (груз. დმანისი) | Край: Квемо-Картли                                               | —                         | 2007                  | 5225 | iii, v                        |
| 6  |             | Греми (груз. გრემი)                                             | Ближайший город: Кварели Край: Кахетия                           | XVI век                   | 2007                  | 5226 | ii, iii                       |
| 7  |             | Кветера (груз. კვეტერა)                                         | Ближайший город: Телави Край: Кахетия                            | X век                     | 2007                  | 5227 | iii, iv                       |
| 8  |             | Мта-Тушети (груз. მთა-თუშეთი)                                   | Край: Кахетия                                                    | —                         | 2007                  | 5228 | iv, v, vii, x                 |
| 9  |             | Никорцминда (груз. ნიკორწმინდა)                                 | Ближайший город: Амбролаури Край: Рача-Лечхуми и Нижняя Сванетия | XVI—XVII века             | 2007                  | 5229 | ii, iv                        |
| 10 |             | Самтависи (груз. სამთავისი)                                     | Ближайший город: Гори Край: Шида-Картли                          | XI век                    | 2007                  | 5230 | iv                            |
| 11 |             | Шатили (груз. შატილი)                                           | Край: Мцхета-Мтианети                                            | —                         | 2007                  | 5232 | iv                            |
| 12 |             | Старый Тбилиси (груз. ძველი თბილისი)                            | Город с особым статусом: Тбилиси                                 | С XVI века                | 2007                  | 5233 | ii, iii, iv, v, vi            |
| 13 |             | Уплисцихе (груз. უფლისციხე)                                     | Ближайший город: Гори Край: Шида-Картли                          | II—I тысячелетие до н. э. | 2007                  | 5234 | ii, iii, iv, v                |
| 14 |             | Вани (груз. ვანი)                                               | Край: Имеретия                                                   | VII—I век до н. э.        | 2007                  | 5235 | ii, iii, vi                   |
| 15 |             | Вардзиа—Хертвиси (груз. ვარძია-ხერთვისის ციხე)                  | Край: Самцхе-Джавахети                                           | X—XVI века                | 2007                  | 5236 | ii, iii, iv, v, vi, vii       |
| 16 |             | Гелатский монастырь (груз. გელათის მონასტერი)                   | Город: Кутаиси Край: Имеретия                                    | XI—XII века               | 2013                  | 5843 | iv                            |

## Исключённые объекты
По состоянию на июль 2018 года исключённых объектов из Основного или Предварительного списков всемирного наследия ЮНЕСКО в Грузии нет. Источник по исключённым объектам: , .